# Кала-Коті
Кала-Коті (перс. قلاكتي) — село в Ірані, у дегестані Дабуй-є Джонубі, у бахші Дабудашт, шагрестані Амоль остану Мазендеран. За даними перепису 2006 року, його населення становило 78 осіб, що проживали у складі 16 сімей.

## Клімат
Середня річна температура становить 16,65 °C, середня максимальна – 30,63 °C, а середня мінімальна – 3,59 °C. Середня річна кількість опадів – 919 мм.
| Клімат поселення                              | Клімат поселення | Клімат поселення | Клімат поселення | Клімат поселення | Клімат поселення | Клімат поселення | Клімат поселення | Клімат поселення | Клімат поселення | Клімат поселення | Клімат поселення | Клімат поселення | Клімат поселення |
| Показник                                      | Січ.             | Лют.             | Бер.             | Квіт.            | Трав.            | Черв.            | Лип.             | Серп.            | Вер.             | Жовт.            | Лист.            | Груд.            |                  |
| Середній максимум, °C                         | 11,30            | 11,64            | 14,24            | 19,63            | 23,13            | 27,33            | 30,50            | 30,63            | 27,76            | 23,12            | 17,93            | 13,72            |                  |
| Середня температура, °C                       | 7,45             | 7,76             | 10,38            | 15,77            | 19,27            | 23,46            | 25,85            | 25,98            | 23,11            | 18,45            | 13,26            | 9,06             |                  |
| Середній мінімум, °C                          | 3,59             | 3,92             | 6,52             | 11,90            | 15,41            | 19,62            | 21,19            | 21,34            | 18,46            | 13,82            | 8,60             | 4,41             |                  |
| Норма опадів, мм                              | 95               | 74               | 63               | 32               | 30               | 27               | 23               | 52               | 102              | 164              | 138              | 119              |                  |
| Середньомісячна швидкість вітру, м/с          | 2.00             | 2.50             | 2.44             | 2.34             | 2.33             | 2.46             | 2.55             | 2.11             | 2.00             | 1.90             | 1.99             | 1.97             |                  |
| Середньомісячна сонячна радіація, кДж/м²·день | 8295             | 10378            | 12490            | 15805            | 19762            | 21593            | 21457            | 18763            | 15393            | 11996            | 9593             | 7820             |                  |
| --------------------------------------------- | ---------------- | ---------------- | ---------------- | ---------------- | ---------------- | ---------------- | ---------------- | ---------------- | ---------------- | ---------------- | ---------------- | ---------------- | ---------------- |
| Джерело:                                      |                  |                  |                  |                  |                  |                  |                  |                  |                  |                  |                  |                  |                  |